# لیگ فوتبال استان خوزستان
http://ibnsport.com/khouzestan
لیگ استان خوزستان بالاترین سطح فوتبال در استان خوزستان می‌باشد که در ششمین سطح از فوتبال ایران و بعد از لیگ دسته چهارم فوتبال ایران قرار دارد. قهرمان این جام به مسابقات کشوری لیگ دسته چهارم فوتبال ایران راه می‌یابد و جواز حضور در جام حذفی را کسب می‌کند.
این مسابقات بخشی از برنامه ویژن آسیا است.

## نحوه برگزاری
مسابقات در یک مرحله و بین ۱۴ تیم برگزار می‌شود. قهرمان لیگ به لیگ دسته چهارم فوتبال ایران صعود می‌کنداین مسابقات هر سال توسط هیئت فوتبال استان خوزستان برگزار می‌شود.
فصل ۹۹ ۱۴۰۰
تیم‌های حاضر
- آبی پوشان حمیدیه
- استقلال خرمشهر
- استقلال رامشیر
- استقلال رامهرمز
- پارسیان بندرامام
- پاکدلان آبادان
- پرسپولیس شوش
- پرسپولیس ویس
- جنوب شیبان
- سپاهان ایذه
- ستاره طلایی ماهشهر
- شهباز شادگان
- وحدت اندیمشک
- یاران آبادان
- عقاب گلستان اهواز